# Bellény
Bellény (szlovákul: Belín) község Szlovákiában, a Besztercebányai kerületben, a Rimaszombati járásban.

## Fekvése
Rimaszombattól 11 km-re, délkeletre fekszik.

## Története
A falu a 12. század végén keletkezett. 1349-ben és 1427-ben "Beleyn" alakban említik. 1349-ben a Bellényi család birtoka volt. Később a török támadások következtében elpusztult, de újjáépítették és köznemesi község lett. Az 1773-as urbárium szerint 11 köznemesi és 2 zsellércsalád élt a településen. 1828-ban 23 háza és 176 lakosa volt. Lakói a mezőgazdaságon kívül főként seprű és kefekészítéssel foglalkoztak.
Vályi András szerint: „BELÉNY. Magyar falu Gömör Vármegyében, földes Ura Fáy Uraság, fekszik Rima Szombattól fél mértföldnyire, földgye gabonát bőven terem, piatzozása közel, és jó, legelője egy keveset szoross, mind a’ két féle fája van, keresetre jó módgya, második Osztálybéli.”
Fényes Elek szerint: „Belény, magyar falu, Gömör és Kis-Honth egyesült vármegyében, Rimaszombathoz 1/2 mfd. 2 kath. 174 ref. lak. Gabonája, szénája, gyümölcse, fája elég. F. u. a Fáy nemzetség.”
Gömör és Kishont vármegye monográfiája szerint: „Bellény, a feled-miskolczi vasútvonal mentén, 42 házat és 157 ev. ref. vallású lakost számláló magyar kisközség. 1427-ben Beleyn alakban említik nevét. Legrégibb birtokosa a Fáy család. Lakosai, kiknek nagy része jelenleg kefe- és seprő-kötéssel foglalkozik, már 1846-ban takarék-magtárt állítottak. Határában jóízű savanyúvíz van. Postája Jánosi, távírója Feled, vasúti állomása Dobócza. Határában feküdt 1427-ben Kabalaszó község, mely azonban elpusztult.”
A trianoni diktátumig Gömör-Kishont vármegye Feledi járásához tartozott. 1918 után is mezőgazdasági település maradt. 1938 és 1944 között újra Magyarország része.
Földműves szövetkezete 1956-ban alakult, mely 1965-ben állami tulajdonba került. Legtöbb lakosa itt dolgozott.

## Népessége
| Év:            | 1994. | 2004.   | 2014.    | 2024.    |
| -------------- | ----- | ------- | -------- | -------- |
| Emberek száma: | 161   | 158     | 197      | 176      |
| Eltérés:       |       | -1,86 % | +24,68 % | -10,65 % |

| Év:            | 2023. | 2024.   |
| -------------- | ----- | ------- |
| Emberek száma: | 185   | 176     |
| Eltérés:       |       | -4,86 % |

1910-ben 146-an, túlnyomórészt magyarok lakták.
2001-ben 172 lakosából 116 szlovák és 56 magyar volt.
2011-ben 193 lakosából 107 szlovák és 79 magyar.

## Nevezetességei
Református temploma 1863-ban épült későklasszicista stílusban, a 20. században átépítették.